# ورزشگاه کارلوس تارتیره (۱۹۳۲)
ورزشگاه کارلوس تارتیره (انگلیسی: Estadio Carlos Tartiere) یک ورزشگاه در شهر ابیدو، اسپانیا بوده است.
این ورزشگاه در سال ۱۹۳۲ ساخته و در سال ۲۰۰۳ تخریب شده و ظرفیت آن ۱۶٬۵۰۰ نفر بوده، ورزشگاه کارلوس تارتیره میزبان جام جهانی فوتبال ۱۹۸۲ بوده است.